# مارتا تشاكيتش
مارتا تشاكيتش (بالكرواتية: Marta Čakić) مواليد 16 أغسطس 1982 في جمهورية يوغوسلافيا الاشتراكية الاتحادية، هي لاعبة كرة سلة كرواتية معتزلة. بدأت مسيرتها الاحترافية في سنة 1995. حققت المركز الثالث في كرة السلة في ألعاب البحر الأبيض المتوسط 2009. اعتزلت اللعب في 2012.

## المسيرة الاحترافية
لعبت مع نادي شيبينيك لكرة السلة للسيدات من سنة 1995 إلى 2005، ثم لعبت مع نادي غوسبيتش لكرة السلة للسيدات في موسم 2005–2006، ثم لعبت مع نادي شيبينيك لكرة السلة للسيدات من سنة 2008 إلى 2011.

## الميداليات
| الميدالية | المسابقة                                     |
| --------- | -------------------------------------------- |
| برونزية   | كرة السلة في ألعاب البحر الأبيض المتوسط 2009 |

## روابط خارجية
- مارتا تشاكيتش على موقع الاتحاد الدولي لكرة السلة (الإنجليزية)
- مارتا تشاكيتش على موقع كرة السلة الأوروبية.كوم (الإنجليزية)